# Juli Capilla
Juli Capilla Fuentes (Valencia, 1970) es licenciado en Filología catalana en la Universidad de Valencia, corrector lingüístico y de estilo, traductor, periodista y escritor. Ha dirigido las revistas literarias Caràcters (entre 2006 y 2010) y Espai del llibre y colabora en varias publicaciones. Ha desarrollado una larga trayectoria como crítico literario y colaborador periodístico a varios medios: Posdata (Levante), El Temps, Lletres Valencianes,  Saó, Avui, L'Espill, Llegir, El Punt. También ha sido corresponsal en el País Valenciano de COM Ràdio y del diario electrónico @e-noticías.
El año 2006 fue publicada su primera novela L'home de Melbourne (Premio de narrativa Bienvenido Oliver 2005 de Catarroja, Perifèric Edicions). Desde entonces ha publicado varios poemarios Llibre dels exilis.
El 2009, junto con Toni Mollà, ganó el premio Ciudad de Valencia de poesía.
Ha seguido cultivando la narrativa donde ha conseguido premios por diversas publicaciones, como el premio en el concurso liberario Gurb en el año 2015 o el premio Cristòfor Aguado de narrativa de Picassent en el año 2016.